# Lego Mindstorms

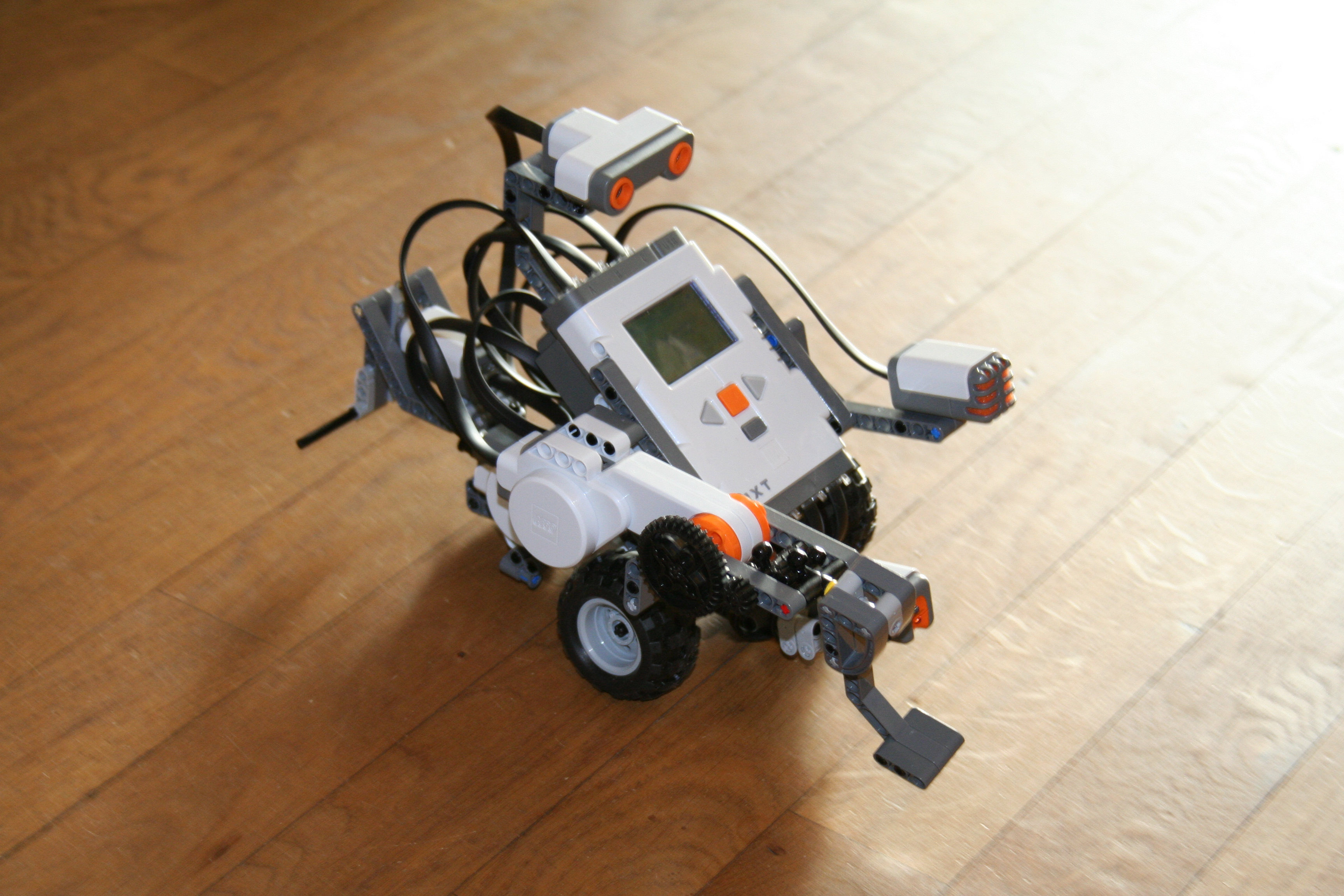
Pojazd zbudowany z klocków Lego Mindstorms reagujący na dźwięk.

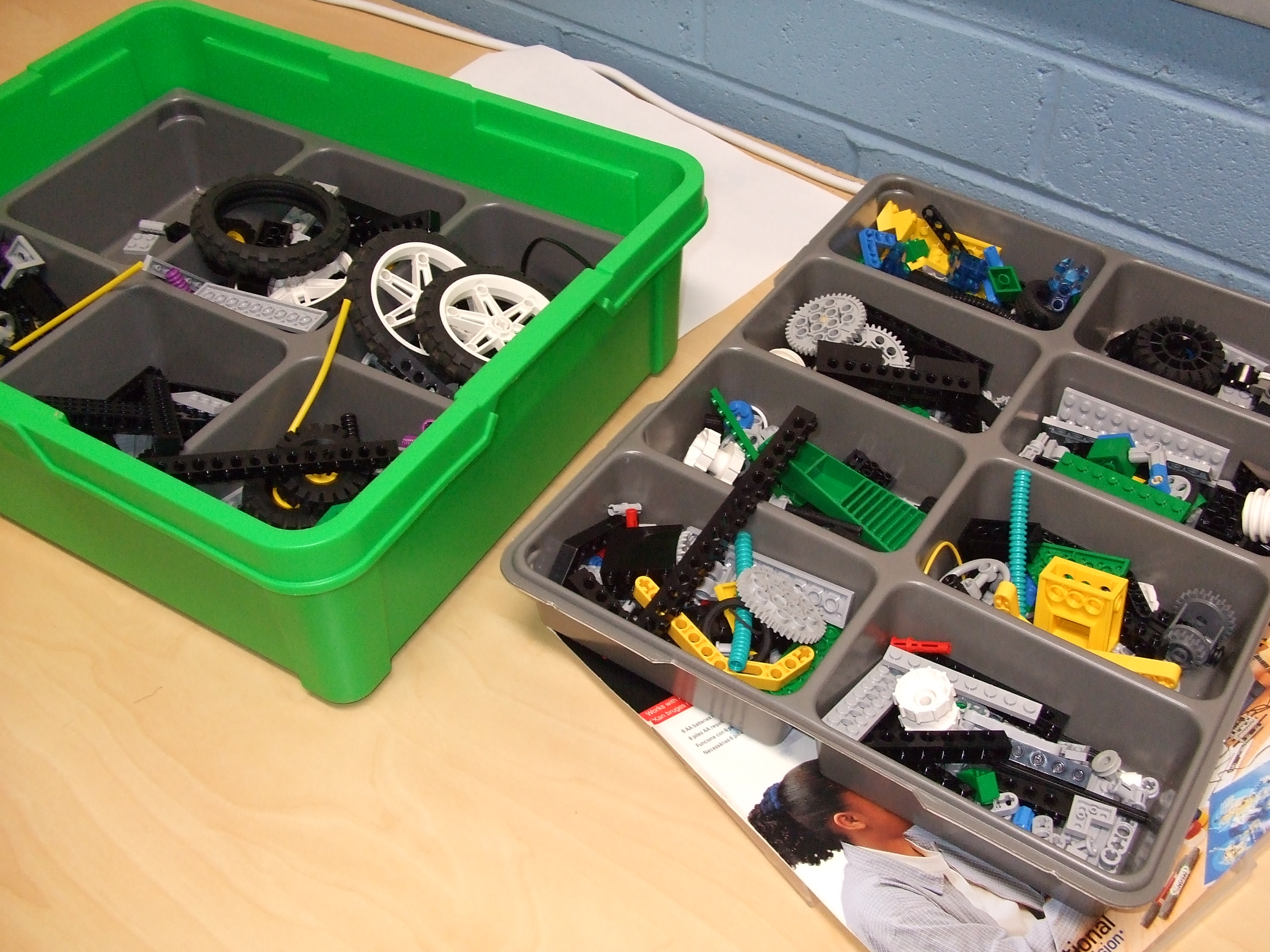
Elementy zestawu.

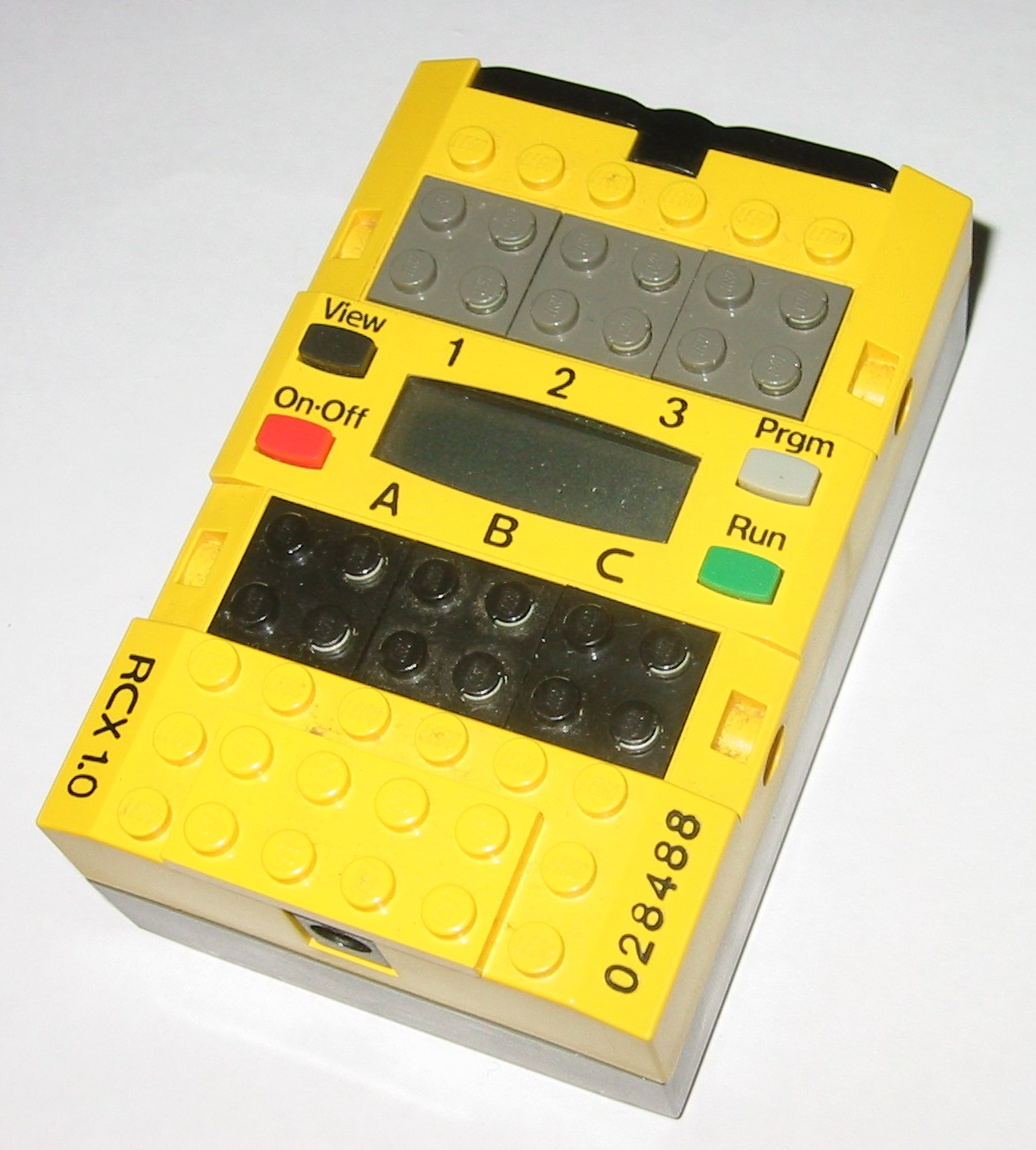
Lego Mindstorms RCX – sterownik

Lego Mindstorms – seria produkowana przez Lego Group w latach 1998–2022, która łączy klocki Lego (głównie z serii Lego Technic) z czujnikami elektronicznymi, serwomechanizmami i komputerową jednostką centralną pozwalającą między innymi na konstruowanie robotów i układów automatyki oraz na ich odpowiednie oprogramowywanie. Istnieje pięć rodzajów zestawów Lego Mindstorms (RCX, NXT, NXT 2.0, EV3, Robot Inventor).

## RCX
RCX, jest to najstarsza wersja Lego Mindstorms. Pozwalała ona zbudować w pełni programowalnego robota, wykorzystując zawarte w zestawie elementy elektroniczne:
- 3 niezależne silniki
- Komputer RCX
- Czujnik dotyku
- Czujnik światła
- Czujnik temperatury (nie zawarte)
- Kamera (nie zawarta standardowo)
- Enkoder (nie zawarty standardowo)

## NXT
Następną wersją jest Mindstorms NXT. W porównaniu ze swoim poprzednikiem – RCX, jest to zestaw dużo bardziej zaawansowany (min. bluetooth). W zestawie znajdują się takie elementy jak:
- 3 niezależne silniki (z wbudowanym czujnikiem obrotów z dokładnością do 1°)
- Czujnik natężenia dźwięku
- Czujnik natężenia światła
- Czujnik dotyku
- Dalmierz ultradźwiękowy

## NXT 2.0
NXT 2.0 jest kolejną wersją Lego Mindstorms. Nie różni się od swojego poprzednika, głównie zmieniono w nim zestaw czujników i klocków. W zestawie znajdują się takie elementy jak:
- 3 niezależne silniki (z wbudowanym czujnikiem obrotów z dokładnością do 1°)
- 2 czujniki dotyku (przyciski)
- Czujnik koloru z diodą RGB (rozpoznaje 6 kolorów, może służyć jako trójkolorowa dioda lub jako zwykły czujnik natężenia światła)
- Dalmierz ultradźwiękowy

Parametry inteligentnego klocka:
- 32-bitowy główny mikroprocesor Atmel AT91SAM7S256 – 256 KB pamięci flash, 64 KB RAM
- 8-bitowy mikrokontroler Atmel ATmega48 @ 4 MHz – 4 KB własnej pamięci flash memory, 512 Bajtów RAM
- wyświetlacz LCD 100x64
- cztery 6-pinowe porty wejściowe (gniazda 1-4)
- trzy 6-pinowe porty wyjściowe (gniazda A-C)
- port USB – wtyk B
- głośnik kKHz, rozdzielczość dźwięku 8 bit, pasmo próbkowania 2–16 kHz
- Bluetooth klasy II V2.0
- 4 klawisze (strzałka w lewo, w prawo, enter – włącznik, cancel/wstecz)
- zasilany przez 6 baterii AA lub NXT Rechargeable DC Battery (7.4V, 7200 mAh)

Dodatkowe dostępne na rynku, także nieprodukowane przez Lego sensory poszerzające możliwości robota:
- Czujnik dźwięku (Lego 9845) – nadaje się do mierzenia natężenia, rozpoznawania wzorca fali dźwiękowej i tonu, zaś nie służy do nagrywania dźwięków
- Kompas magnetyczny (MS1034) – posiada wbudowany kalibrator redukujący zakłócenia pochodzące z innych źródeł magnetyzmu.
- Akcelerometr (MS1040) – sensor położenia i przyspieszenia (siły G).
- Czytnik RFID

## EV3
Lego Mindstorms EV3 to następca zestawu konstrukcyjnego Lego Mindstorms NXT 2.0. Tak jak poprzednik opiera się ona połączeniu serwomotorów, czujników, programowalnego mikrokomputera oraz klocków Lego Technic, co pozwala na zaprojektowanie, zbudowanie i zaprogramowanie robota. Zestaw Lego Mindstorms EV3 pozwala również na zbudowanie siedemnastu oficjalnych konstrukcji online, a także umożliwia korzystanie z dedykowanej platformy internetowej, służącej do dzielenia się projektami i pomysłami na roboty z Lego.

### Udoskonalenia
Największe zmiany dotyczą programowalnej kostki EV3, która tylko na pierwszy rzut oka przypomina tę znaną z zestawów NXT 2.0. Poprawiono wydajność wewnętrznego mikrokomputera, instalując nowszy procesor o taktowaniu 300 MHz i ponad 60-krotnie większą pamięć. Poprawił się dźwięk głośników, zwiększono rozdzielczość ekranu, a guziki na kostce można podświetlać w trzech kolorach. Pojawiły się też inne nowe funkcje, takie jak możliwość podpięcia karty microSD oraz dodatkowego, czwartego silnika. Istnieje możliwość bezprzewodowego łączenia się z kostką, tylko nieznacznie wspierana przez jej poprzednika z zestawów NXT. Połączenie Bluetooth pozwala kostce EV3 na łączenie się z siedmioma innymi kostkami (a nie z trzema, jak poprzednio), port USB umożliwia podłączenie wtyczki WiFi, a dołączony do zestawu czujnik podczerwieni i pilot IR pozwalają w prosty sposób przystosować robota EV3 do zdalnego sterowania. Możliwe jest również kierowanie robotem za pomocą urządzeń mobilnych, dzięki dedykowanym aplikacjom. Zminiaturyzowano jeden z trzech dołączonych do zestawu serwomotorów, umożliwiając jeszcze prostszy jego montaż. Trzykrotnie zmniejszono czas reakcji wszystkich czujników, poprawiono zakres i dokładność wykrywania kolorów oraz dołączono czujnik podczerwieni, którego jednym z zadań jest odbieranie sygnałów od pilota zdalnego sterowania. Uproszczono środowisko programistyczne, pozwalając na intuicyjne tworzenie skomplikowanych programów, nie tylko na komputerach PC, ale również Mac oraz na urządzeniach mobilnych.

### Kompatybilność
Nowy system jest w pełni kompatybilny wstecz z elementami elektronicznymi z poprzednich zestawów NXT – do nowej kostki można podłączyć posiadane czujniki i serwomotory, wykorzystując te same kable co wcześniej. Nie można jednak użyć nowych serwomotorów ze starszymi wersjami.

### Alternatywny system
Zestaw EV3 pozwala na załadowanie na karcie microSD alternatywnego systemu takiego jak: ev3dev, LeJOS, MonoBrick, ROBOTC, EV3.14.

## Robot Inventor
W 2020 roku Lego wypuściło zestaw Robot Inventor. W zestawie jest kostka zwana HUB'em, 4 silniki, 2 czujniki - koloru i odległości, ponad 900 klocków Technic. HUB zamiast wyświetlacza LCD ma matrycę 5x5 LED, 6 portów wejścia/wyjścia, żyroskop/akcelerometr, akumulatorek litowo-jonowy. Można programować w Scratchu lub Pythonie. Jest też wsparcie dla kontrolerów (smartfony, DualShock 4, Xbox One) i komunikacja między kostkami (Hub to Hub).